# آدم كليفت
آدم كليفت (بالإنجليزية: Adam Clift) هو مجدف بريطاني، ولد في 3 يناير 1962.

## وصلات خارجية
- آدم كليفت على موقع الاتحاد الدولي للتجديف (الإنجليزية)
- آدم كليفت على موقع اللجنة الأولمبية الدولية (الإنجليزية)
- آدم كليفت على موقع أوليمبيديا (الإنجليزية)
- آدم كليفت على موقع اللجنة الأولمبية البريطانية (الإنجليزية)